# Deutsches Stadion
Ne doit pas être confondu avec Deutsches Stadion (Berlin).
Le Deutsches Stadion était un grand projet de stade imaginé par Albert Speer, l'architecte d'Adolf Hitler. Prévu pour contenir 400 000 personnes, il devait se trouver sur le Reichsparteitagsgelände de Nuremberg aurait accueilli le Congrès du Reich qui se tenait chaque année dans la ville.

## Présentation du stade
Le projet est officialisé par Adolf Hitler le 9 septembre 1937, lors du congrès du Parti nazi. Les travaux doivent être terminés en 1945.
Dans son ouvrage, Au cœur du Troisième Reich, Albert Speer décrit les principales caractéristiques de son projet :
- pour le dessin du bâtiment, Speer s'inspira du Stade panathénaïque d'Athènes dont il reprit la forme en fer à cheval. À chaque extrémité devait se trouver une tour, où seraient installées au sommet deux statues d'aigles de quinze mètres de haut[1] ;
- le stade aurait fait 550 mètres de long sur 460 mètres de large et avec une hauteur d'enceinte de 100 mètres aurait inscrit dans la construction un volume de 8 500 000 mètres cubes, soit le triple de celui de la pyramide de Khéops ;
- le stade était prévu pour accueillir 400 000 personnes, ce qui permet à Speer de le comparer au Circus Maximus de Rome, qui pouvait en contenir entre 150 000 et 200 000 ;
- la construction du stade avait été chiffrée à un montant compris entre 200 et 250 millions de Reichsmarks.

Justifiant son coût élevé, Hitler déclare : « C’est moins que deux navires de guerre Bismarck. Regardez à quelle vitesse un vaisseau armé est détruit, et s'il survit, il devient un tas de ferraille en dix ans de toute façon. Mais ce bâtiment sera encore debout dans plusieurs siècles ».
Du granit fut commandé, rouge clair pour l'enceinte extérieure et blanc pour les tribunes.
Au printemps de 1937, Hitler confia à Speer qu'après les jeux olympiques d'été de 1940 qui devaient avoir lieu à Tokyo, ils auraient lieu pour toujours en Allemagne dans ce stade (pour les disciplines d'athlétisme). Le Führer balaie aussi les critiques qui pointent que les terrains de son stade n’étaient pas aux dimensions olympiques règlementaires : « Ça n’a aucune importance. [...] Ce sera à nous de décider quelles seront les dimensions des stades de sport ». Le stade aurait aussi accueilli des Jeux aryens et des rassemblements du Parti nazi.
À partir de 1938 et pendant dix-huit mois, 400 ouvriers construisent dans le village d'Achtel, à 40 km de Nuremberg, une version réduite du stade (capable d'accueillir 40 000 personnes) pour tester l'acoustique et la vue offerte.
Les travaux s'arrêtent en 1939, en raison de leur coût colossal, l'argent étant reporté sur l'effort de guerre. Après 1945, la moitié nord de la fosse fut remplie d'eau et forme aujourd'hui le Silbersee, c'est-à-dire « le lac d'argent », tandis que la moitié sud a été utilisée pour le dépôt des débris dus à la destruction du centre-ville de Nuremberg.
La maquette d'Achtel existe toujours et a été classée monument historique en 2002 afin, conclut Slate « de préserver le souvenir de la démesure nazie ».

## Galerie

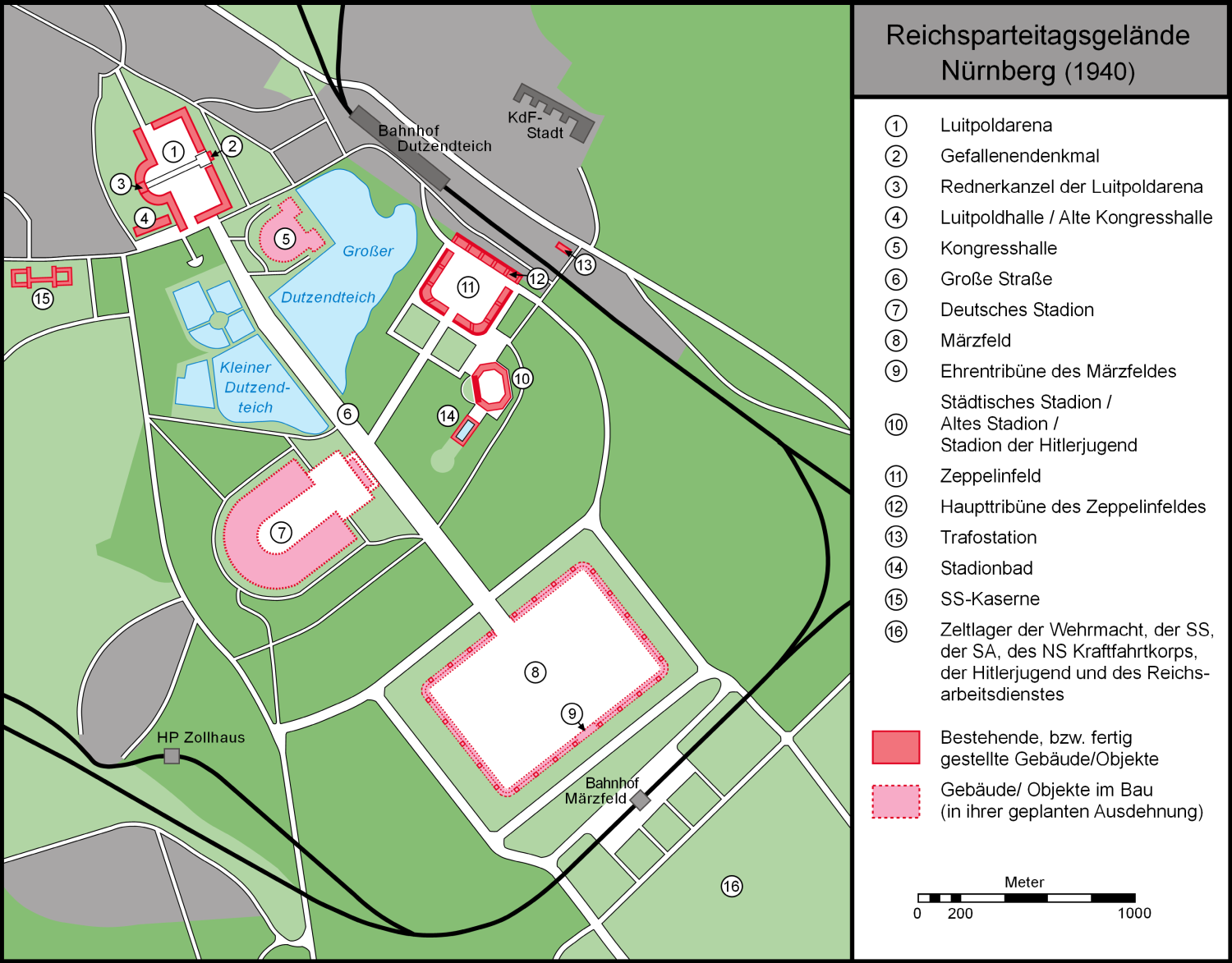
Le stade devait occuper la place 7 sur ce plan du Reichsparteitagsgelände.
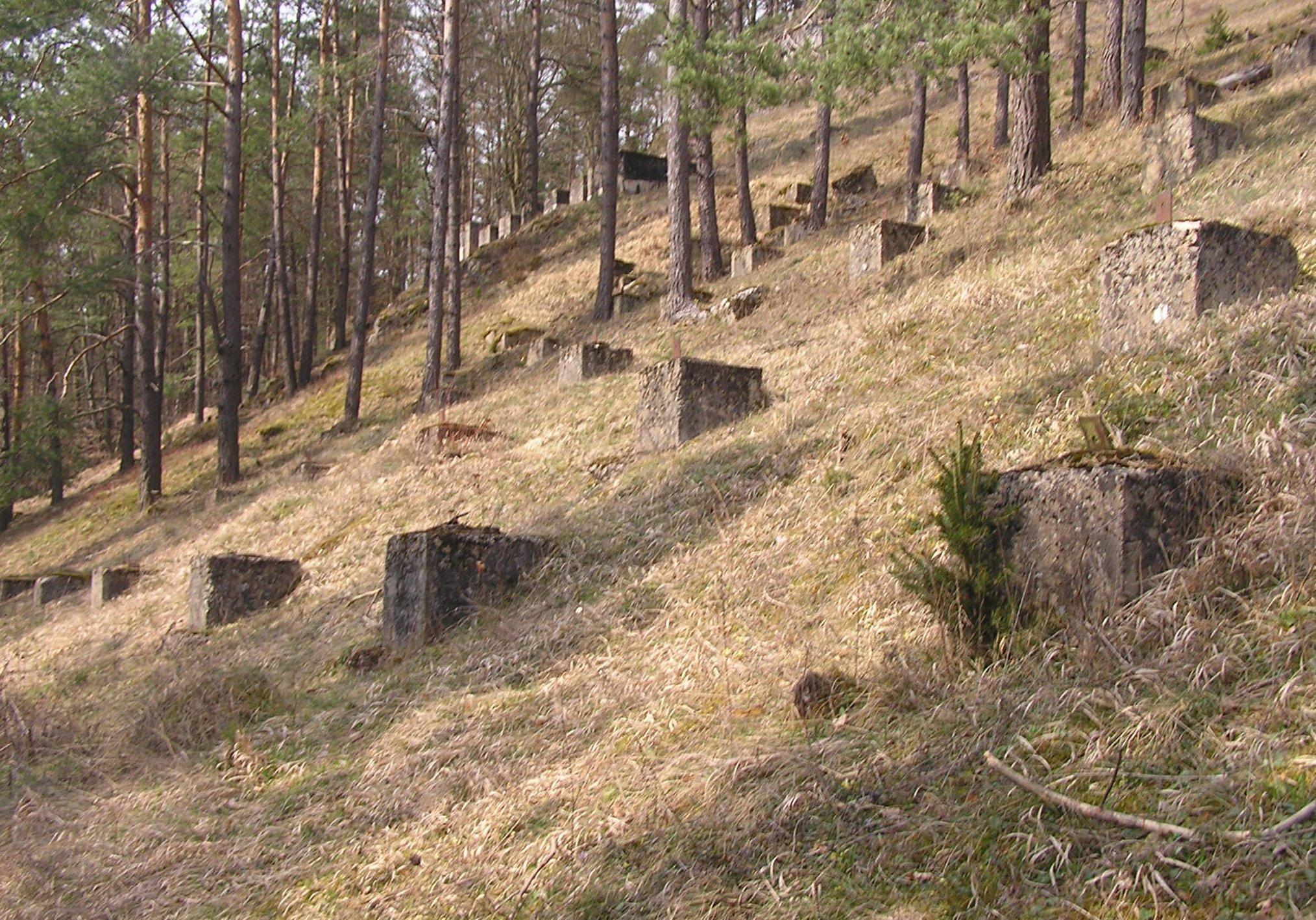
Restes du site de test pour la construction du stade.
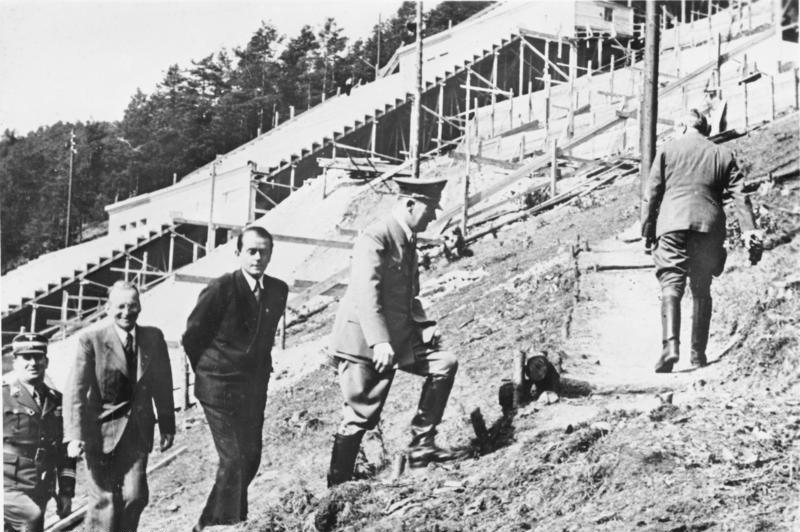
Adolf Hitler visitant le site de test pour la construction du stade, en 1938.